# Валенсія
Вале́нсія (кат. або вал. València, вимовляється літературною каталанською [bəłέnsiə], у нормативній вимові Автономної області Валенсія [va'łɛnsia], ісп. Valencia, вимова [ba'lenθja]) — адміністративний центр автономної спільноти Валенсія та однойменної провінції Іспанії. Третє за кількістю жителів місто Іспанії після Мадриду і Барселони.
Площа муніципалітету — 134,6 км2. Відстань від Валенсії до Барселони та до Мадриду становить близько 350 км. Населення міста становить близько 814,2 тис. осіб, що становить 18 % усього населення автономної спільноти Валенсія.

## Походження та вимова назви міста у каталанських діалектах
Сучасна назва міста походить від його латинської назви Valĕntĭa, що у перекладі з латини означає «сила». Місто названо на честь римського імператора Флавія Юлія Валента, за наказом якого місто було збудоване його наступником, римським імператором Феодосієм І Великим. За часів арабського панування місто називалося Балансійя (араб. بلنسية).
Назва міста вимовляється по різному у різних діалектах каталанської мови: літературною каталанською [bəłέnsiə], у нормативній вимові Автономної області Валенсія [vaˈɫɛnsia], у діалекті апічат, на базі якого було унормовано валенсійський варіант каталанської мови [baɫénsia], у кастальоському та алаканському діалектах [vaɫénsia], у північно-західних діалектах [baɫέnsiɛ] або [baɫέnsia], у мальоркському діалекті [vəɫέ̞nsi], у маноркському діалекті [vəɫέ̞nsiə].

## Населення
Населення Валенсії станом на 2009 р. становило 814 208 жителів, проте з навколишніми поселеннями населення агломерації становить 1 832 274 осіб.

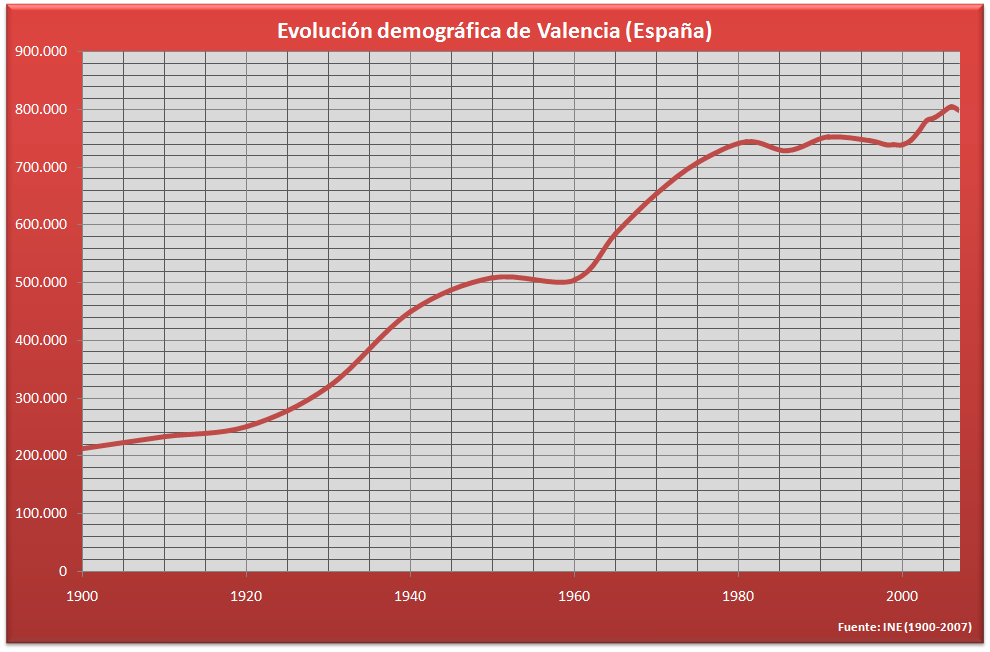
Зміни у чисельності населення Валенсії протягом XX ст.

Валенсія є відносно «молодим» містом: 20 % населення складають вікові групи від 15 до 29 років та 32 % — від 30 до 49 років. Основна маса населення (75 %) зайнята у сфері обслуговування, 14 % — у сфері промисловості: в деревообробній, меблевій, взуттєвій та текстильній галузях.

## Історія
Місто було засноване в 138 до н. е. римлянами. Вони розпочали будівництво нового міста з того, що спочатку побудували форум на площі Plaza de la Almoina (який наразі знаходиться у старому районі міста Валенсії – El Carmen).
Валенсія, завдяки сприятливим кліматичним умовам, перетворилася в одне з найрозвинутіших сільськогосподарських міст Європи давніх часів. Досі сільське господарство відіграє одну з найважливіших галузей економіки міста. Валенсія — лідер серед світових експортерів цитрусових фруктів (переважно до США).
Вестготи та маври (VI—XIII ст.), які захопили регіон після римлян, вдосконалили систему зрошувальних каналів, вирощували апельсинові, гранатові та лимонні дерева, рис. Саме в цей період була закладена основа текстильної промисловості та виробництва кераміки, якими славиться регіон. Історично, з часів Римської імперії, а пізніше у період панування мусульман на Іберійському півострові, місто було центром торгівлі.
У 1238 р. Валенсія була визволена від арабського панування, увійшовши до Арагонського королівства (XIII—XVIII ст.), яке на той момент очолював король Хайме I. У XVI ст. місто здобуло надзвичайного розквіту та закріпило за собою титул «фінансової столиці Середземномор'я».
Більшість істориків вважають, що золотим моментом для Валенсії був період із 14 по 15 століття. Саме в цей час економіка міста досягнула свого максимуму, в першу чергу завдяки сільському господарству та морській торгівлі. На підтвердження цієї думки,  були збудовані найбільш знакові будівлі міста. Серед них можна виділити кафедральний собор Валенсії, (Torres de Serrano, Torres de Quart) та будівлю шовкової біржі (місцева назва La Lonja). Окрім архітектури,  відбувся великий стрибок у розвитку мистецтва. Не дарма цей період  отримав назву Ренесанс. Саме в той час було збудовано Palau de la Generalitat – зараз це будівля  використовується регіональним урядом Валенсії.
У період громадянської війни 1936—1939 рр. Валенсія стала місцем перебування республіканського уряду та, фактично, тимчасовою столицею Іспанії. В останні десятиліття Валенсія перетворилася в один із найпопулярніших туристичних центрів Іспанії.
В адміністративному центрі Валенсійської автономної області розташовані: парламент автономії «Корс валенсіанс» (або «Валенсійські кортеси»), автономний уряд «Ханаралітат Валенсії» (або «Хенералітат Валенсьяна»), представництво уряду Іспанії, представництва іспанських міністерств та відомств.
З 2015 р. мерію Валенсії очолює Хуан Рібо (Joan Ribó i Canut).

## Географія
Місто Валенсія розташований на середземноморському узбережжі Піренейського півострова, у великій заплаві річок Хукар і Турія, на березі Валенсійської затоки. Стародавнє місто перебувало приблизно за чотири кілометри від моря, на річковому острові Турія. Найближчі до міста гори — Кабесоль-де-Ель-Пуїг і Сьєрра-Кальдерона, передгір'я Іберійської системи (приблизно за 12 і 25 км на північ від міста відповідно). Центр міста лежить на висоті 11 метрів над рівнем моря.

### Клімат
Валенсія має м'який і злегка дощовий клімат взимку та жаркий і сухий влітку. За класифікацією кліматів Кеппена клімат міста перехідний між середземноморським (Csa) і семіаридним (BSh). Середньорічна температура становить 18,3 °C.
Січень є найхолоднішим місяцем, з середньою максимальною температурою 16—17 °C і мінімальною температурою 7—8 °C. Снігопади і морози рідкісні в межах міста, але іноді трапляються. Найтепліший місяць — серпень з середньою максимальною температурою 30-31 °C і мінімальною температурою 21—23 °C і помірно високою відносною вологістю.
Річна кількість опадів становить від 450 до 500 мм, у літні місяці (з червня по серпень) опади мінімальні, особливо в липні (в середньому близько 8 мм), восени опади досягають максимуму, особливо у вересні й жовтні (у жовтні середнє значення трохи нижче 80 мм). Середньорічна вологість є відносно високою через вплив моря, вона становить близько 65 % і мало змінюється протягом року.
| Клімат центр Валенсії (4 км від моря, висота 11 м над рівнем моря, спостереження за 1981–2010 роки) | Клімат центр Валенсії (4 км від моря, висота 11 м над рівнем моря, спостереження за 1981–2010 роки) | Клімат центр Валенсії (4 км від моря, висота 11 м над рівнем моря, спостереження за 1981–2010 роки) | Клімат центр Валенсії (4 км від моря, висота 11 м над рівнем моря, спостереження за 1981–2010 роки) | Клімат центр Валенсії (4 км від моря, висота 11 м над рівнем моря, спостереження за 1981–2010 роки) | Клімат центр Валенсії (4 км від моря, висота 11 м над рівнем моря, спостереження за 1981–2010 роки) | Клімат центр Валенсії (4 км від моря, висота 11 м над рівнем моря, спостереження за 1981–2010 роки) | Клімат центр Валенсії (4 км від моря, висота 11 м над рівнем моря, спостереження за 1981–2010 роки) | Клімат центр Валенсії (4 км від моря, висота 11 м над рівнем моря, спостереження за 1981–2010 роки) | Клімат центр Валенсії (4 км від моря, висота 11 м над рівнем моря, спостереження за 1981–2010 роки) | Клімат центр Валенсії (4 км від моря, висота 11 м над рівнем моря, спостереження за 1981–2010 роки) | Клімат центр Валенсії (4 км від моря, висота 11 м над рівнем моря, спостереження за 1981–2010 роки) | Клімат центр Валенсії (4 км від моря, висота 11 м над рівнем моря, спостереження за 1981–2010 роки) | Клімат центр Валенсії (4 км від моря, висота 11 м над рівнем моря, спостереження за 1981–2010 роки) |
| Показник                                                                                            | Січ.                                                                                                | Лют.                                                                                                | Бер.                                                                                                | Квіт.                                                                                               | Трав.                                                                                               | Черв.                                                                                               | Лип.                                                                                                | Серп.                                                                                               | Вер.                                                                                                | Жовт.                                                                                               | Лист.                                                                                               | Груд.                                                                                               | Рік                                                                                                 |
| Середній максимум, °C                                                                               | 16,4                                                                                                | 17,1                                                                                                | 19,3                                                                                                | 20,8                                                                                                | 23,4                                                                                                | 27,1                                                                                                | 29,7                                                                                                | 30,2                                                                                                | 27,9                                                                                                | 24,3                                                                                                | 19,8                                                                                                | 17,0                                                                                                | 22,8                                                                                                |
| Середня температура, °C                                                                             | 11,8                                                                                                | 12,5                                                                                                | 14,4                                                                                                | 16,2                                                                                                | 19,0                                                                                                | 22,9                                                                                                | 25,6                                                                                                | 26,1                                                                                                | 23,5                                                                                                | 19,7                                                                                                | 15,3                                                                                                | 12,6                                                                                                | 18,3                                                                                                |
| Середній мінімум, °C                                                                                | 7,1                                                                                                 | 7,8                                                                                                 | 9,6                                                                                                 | 11,5                                                                                                | 14,6                                                                                                | 18,6                                                                                                | 21,5                                                                                                | 21,9                                                                                                | 19,1                                                                                                | 15,2                                                                                                | 10,8                                                                                                | 8,1                                                                                                 | 13,8                                                                                                |
| Середня кількість сонячних годин на місяць                                                          | 171                                                                                                 | 171                                                                                                 | 215                                                                                                 | 234                                                                                                 | 259                                                                                                 | 276                                                                                                 | 315                                                                                                 | 288                                                                                                 | 235                                                                                                 | 202                                                                                                 | 167                                                                                                 | 155                                                                                                 | 2696                                                                                                |
| Норма опадів, мм                                                                                    | 37.0                                                                                                | 36.0                                                                                                | 33.0                                                                                                | 38.0                                                                                                | 39.0                                                                                                | 22.0                                                                                                | 8.0                                                                                                 | 20.0                                                                                                | 70.0                                                                                                | 77.0                                                                                                | 47.0                                                                                                | 48.0                                                                                                | 475.0                                                                                               |
| Днів з опадами                                                                                      | 4                                                                                                   | 4                                                                                                   | 4                                                                                                   | 5                                                                                                   | 4                                                                                                   | 3                                                                                                   | 1                                                                                                   | 2                                                                                                   | 5                                                                                                   | 5                                                                                                   | 4                                                                                                   | 5                                                                                                   | 46                                                                                                  |
| --------------------------------------------------------------------------------------------------- | --------------------------------------------------------------------------------------------------- | --------------------------------------------------------------------------------------------------- | --------------------------------------------------------------------------------------------------- | --------------------------------------------------------------------------------------------------- | --------------------------------------------------------------------------------------------------- | --------------------------------------------------------------------------------------------------- | --------------------------------------------------------------------------------------------------- | --------------------------------------------------------------------------------------------------- | --------------------------------------------------------------------------------------------------- | --------------------------------------------------------------------------------------------------- | --------------------------------------------------------------------------------------------------- | --------------------------------------------------------------------------------------------------- | --------------------------------------------------------------------------------------------------- |

## Економіка

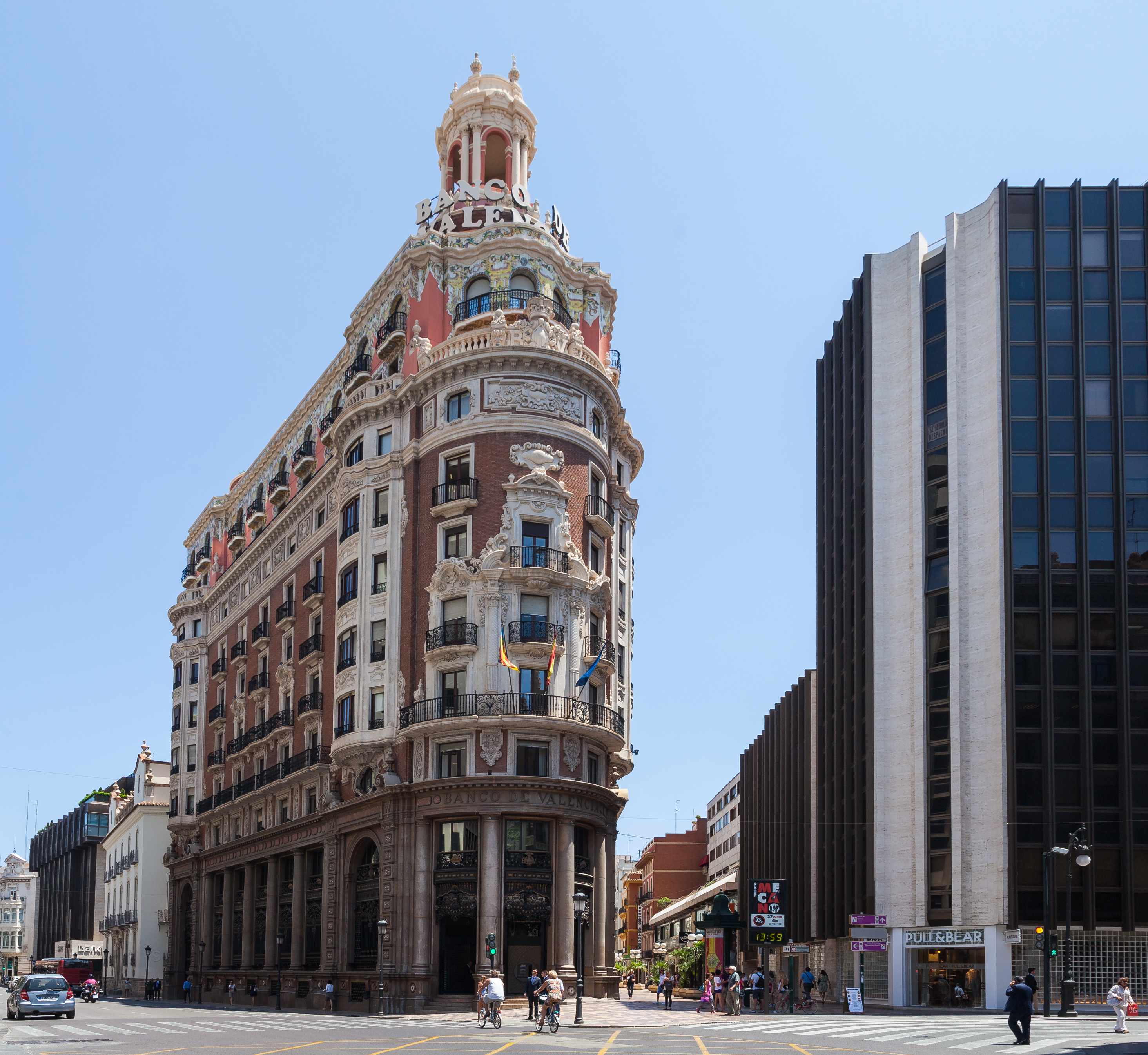
Банк в Валенсії

До Великої рецесії 2008 року у Валенсії спостерігався потужний економічний ріст, здебільшого сприяний туризму та будівництву з одночасним розвитком і розширенням телекомунікацій і транспорту. Економіка міста є сервісно-орієнтованою, оскільки майже 84% працездатного населення зайняті у сфері послуг. Проте місто все ще зберігає важливу промислову базу, у цьому секторі зайнято 8,5% населення. Зростання нещодавно покращилося у виробничому секторі, головним чином у збірці автомобілів; Ford Valencia Body and Assembly знаходиться в муніципалітеті Альмуссафес. Сільськогосподарська діяльність все ще існує, але має відносно незначне значення, лише 1,9% працездатного населення зайнято в сільському господарстві та 3973 га (9820 акрів) сільськогосподарських угідь (переважно фруктові сади та цитрусові гаї).
З початку Великої рецесії Валенсія зіткнулася зі зростаючим рівнем безробіття, збільшенням державного боргу та іншими проблемами, і уряд міста запровадив серйозні скорочення витрат. Однак у 2009 році Валенсія була визнана «29-м європейським містом, яке швидко розвивається». Його вплив на комерцію, освіту, розваги, засоби масової інформації, моду, науку та мистецтво сприяє його статусу як одного з глобальних міст у світі «Гамма».
Місто є центром однієї з чотирьох фондових бірж в Іспанії, Bolsa de Valencia, що є частиною Bolsas y Mercados Españoles (BME), що належить SIX Group.
Столична область Валенсії мала ВВП у розмірі 52,7 мільярдів доларів США та 28 141 доларів на душу населення.
У 2021 році Європейський інвестиційний банк (ЄІБ) надав позику в розмірі 27 мільйонів євро Sociedad Anónima Municipal Actuaciones Urbanas de Valencia (AUMSA) для підтримки проектів доступного державного орендного житла, які включали будівництво 323 нових одиниць і реконструкцію чотирьох існуючих, розширивши житловий фонд AUMSA більш ніж на 50%.
У 2022 році місто було визнано найкращим місцем у світі для експатріантів за такими критеріями, як якість життя та доступність.

### Порт

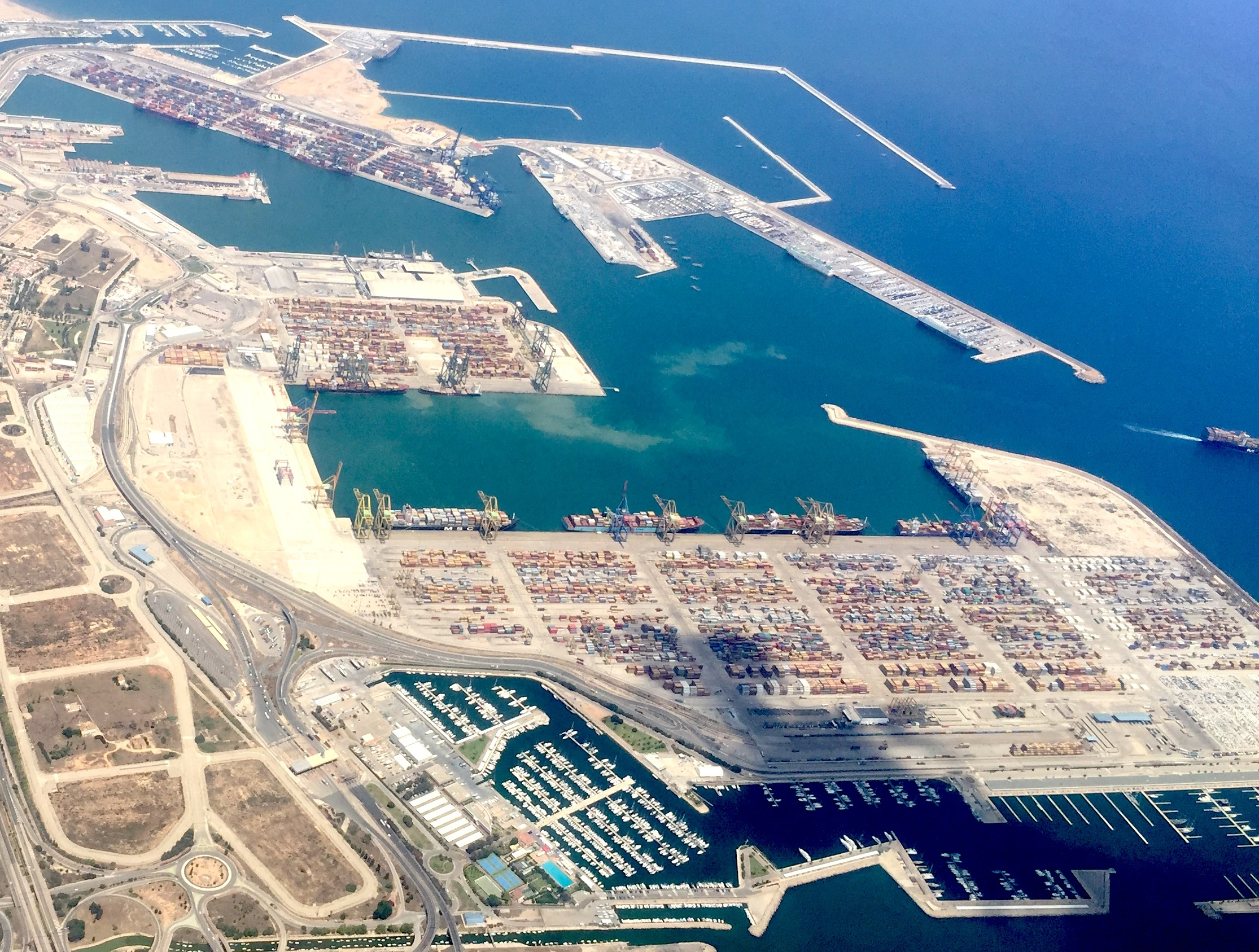
Вид на порт Валенсії

Порт Валенсії є найбільшим на західному узбережжі Середземного моря, першим в Іспанії за обсягом контейнерних перевезень станом на 2008 рік і другим в Іспанії за загальним обсягом перевезень, обробляючи 20% іспанського експорту. Основні статті експорту - продукти харчування та напої. Інші експортні товари включають апельсини, меблі, керамічну плитку, вентилятори, текстиль і вироби із заліза. Виробничий сектор Валенсії зосереджений на металургії, хімічній промисловості, текстилі, суднобудуванні та пивоварінні. Малі та середні підприємства є важливою частиною місцевої економіки, і до нинішньої кризи [коли?] безробіття було нижчим, ніж середній показник по Іспанії.
Порт Валенсії зазнав радикальних змін, щоб прийняти 32-й Кубок Америки в 2007 році. Він був розділений на дві частини: одна залишилася незмінною, а іншу частину було модифіковано для урочистостей Кубка Америки. Дві секції залишаються розділеними стіною, яка виступає далеко у воду, щоб підтримувати чистоту води під час змагань Кубка Америки.

### Транспорт

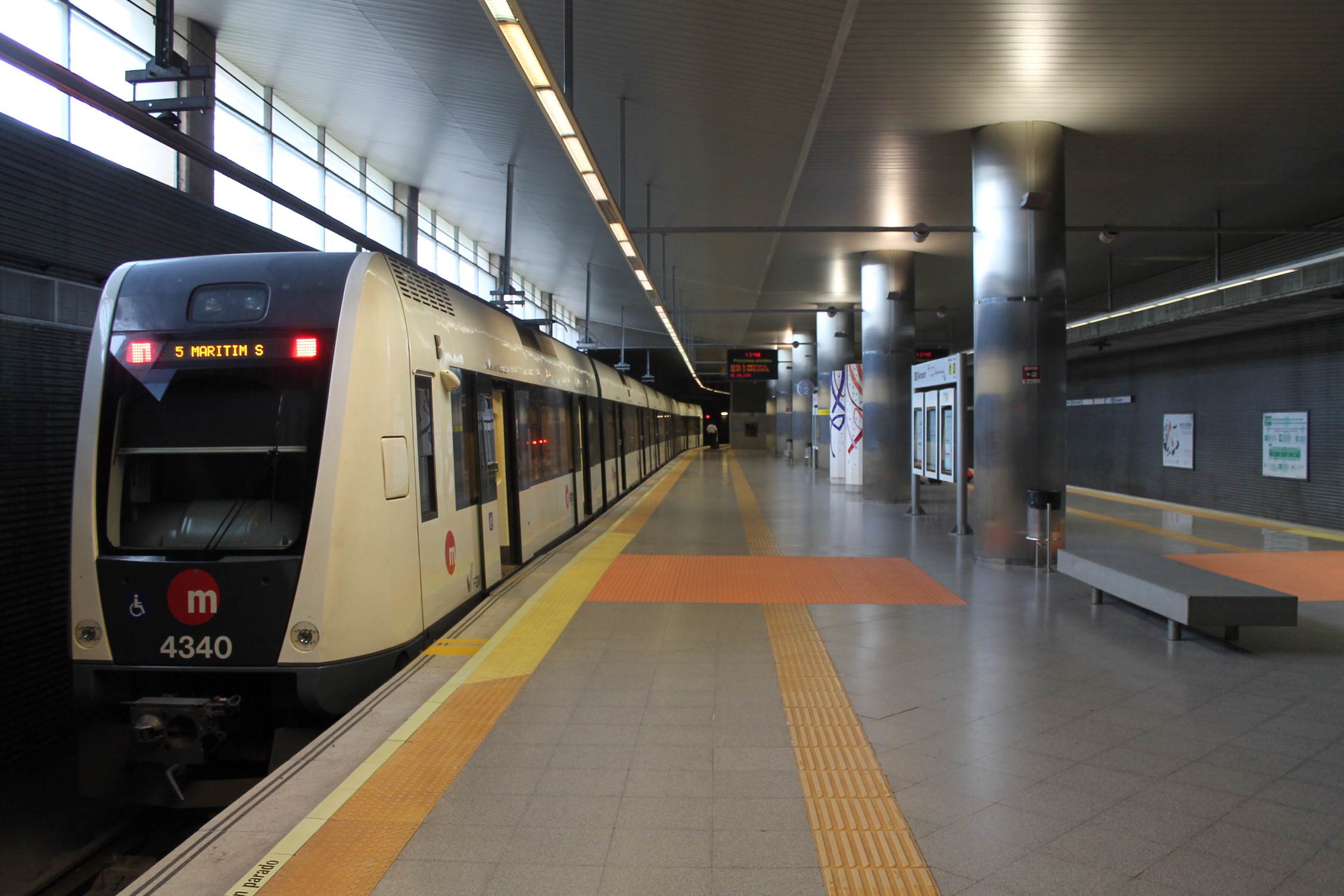
Metrovalencia, швидкісне метро

Громадський транспорт забезпечує Ferrocarrils de la Generalitat Valenciana (FGV), яка керує Metrovalencia (швидкий транзит, трамвай) та іншими залізничними та автобусними службами. Estació del Nord (Північний вокзал) є головною залізничною станцією у Валенсії. Друга станція, Estació de València-Joaquín Sorolla, була побудована на території, прилеглій до цієї кінцевої зупинки, щоб забезпечити швидкісні поїзди AVE до Мадрида, Барселони, Севільї та Аліканте та назад. Автовокзал розташований в центрі міста. Аеропорт Валенсії розташований за 9 км на захід від центру міста, а аеропорт Аліканте-Ельче — приблизно за 133 км на південь від центру міста.
Система спільного використання велосипедів Valenbisi доступна як відвідувачам, так і мешканцям. Станом на 13 жовтня 2012 року система налічувала 2750 велосипедів, розподілених на 250 станціях по всьому місту.
Середня тривалість часу, який люди витрачають на громадському транспорті в Валенсії в будній день, становить 44 хвилини. 6% користувачів громадського транспорту їздять більше 2 годин щодня. Середній час, який люди чекають на зупинці чи станції громадського транспорту, становить 10 хвилин, тоді як 9% пасажирів чекають у середньому понад 20 хвилин щодня. Середня відстань, яку люди зазвичай проїжджають за одну поїздку громадським транспортом, становить 5,9 км, тоді як 8% проїжджають понад 12 км в одному напрямку.

## Пам'ятки
- Валенсійський собор (Собор Санта-Марія) (XII — XIII ст.), побудований на місці стародавньої мусульманської мечеті, у ньому зберігається визнана Папою Римським чаша Святого Грааля.
- Лонха-де-ла-Седа (Шовкова біржа «Лонха», XV ст.).
- Міський ринок — один з найбільших та найдавніших у Європі.

## Музеї

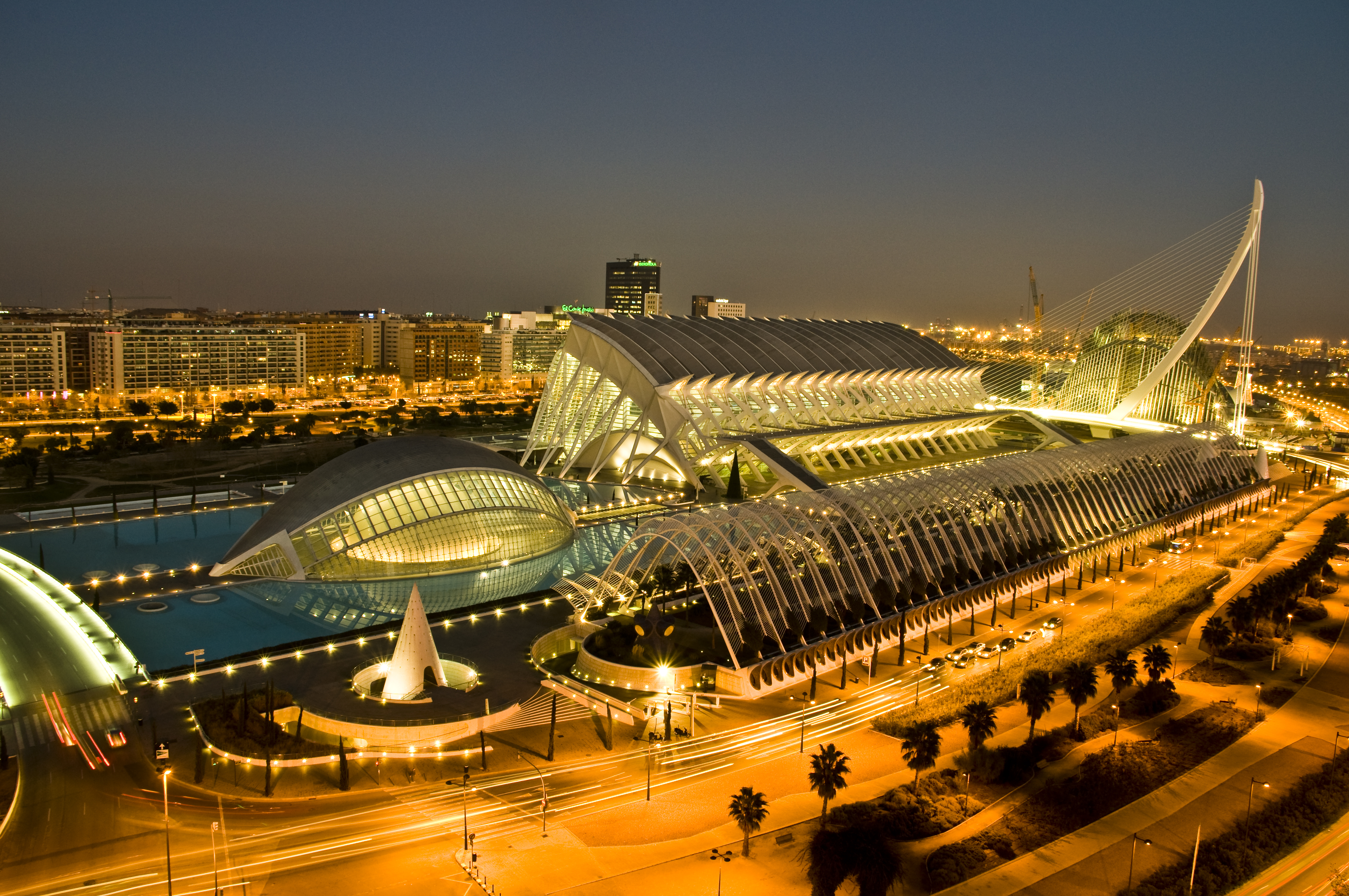
Музейний комплекс «Місто мистецтв та наук»

- Місто мистецтв та наук — музейний комплекс, названий на честь Принца Філіпа (король Іспанії з 2014 року), оригінальний витвір сучасної архітектури (архітектор Сантьяго Калатрава).
  - Музей мистецтв та наук принца Філіпа.
  - Палац мистецтв імені королеви Софії (оперний театр та сцена для інших театральних постановок).
  - Океанографічний парк (найбільший в Європі океанаріум).
  - Півсфера (Кінотеатр IMAX, планетарій, театр лазерних постановок).
  - Галерея скульптур і сад місцевих рослин.
- Музей витончених мистецтв.
- Національний музей кераміки та декоративного мистецтва імені Гонсалеса Марті.
- Інститут сучасного мистецтва.
- Музей історії Валенсії.
- Музей доісторичної епохи.
- Етнологічний музей.
- Торрес-де-Серранос (Ворота Серранса).

## Освіта

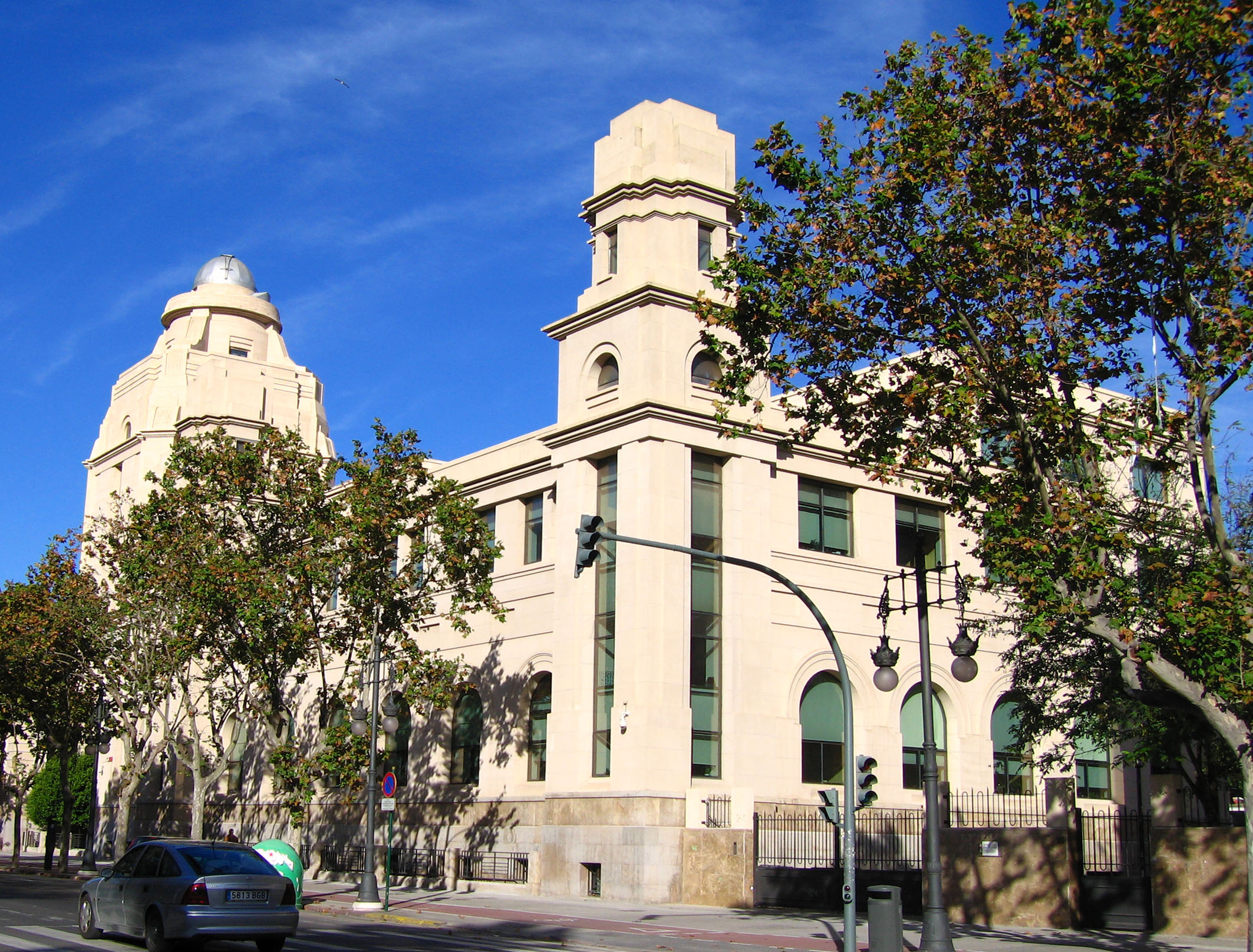
Ректорат Університету Валенсії

У місті є два державні університети, а також кілька приватних. Слід зазначити, що державні університети Валенсії є одними з кращих в Іспанії, що підтверджується їх рейтингами. Університет Валенсії (UV), заснований 1499 року під назвою Estudi General, є державним університетом, орієнтованим на викладання і дослідження практично у всіх областях знань. Має три основних кампуси, де навчається близько 60000 студентів. Входить до четвірки найкращих іспанських університетів.
Іншим державним університетом у Валенсії є Політехнічний університет Валенсії (UPV), який був заснований 1968 року. У цьому університет навчається більше 28 тисяч студентів, особлива увага приділяється науці і техніці. 2010 року університет посів шосте місце в рейтингу іспанських університетів.
Католицький університет Валенсії (UCV) є приватним університетом. Цей університет, названий на честь святого Вінсента Мученика, був заснований кардиналом Агустіном Гарсія-Гаско 8 грудня 2003 року. Тут навчається більше 20 тисяч студентів.

## Спорт

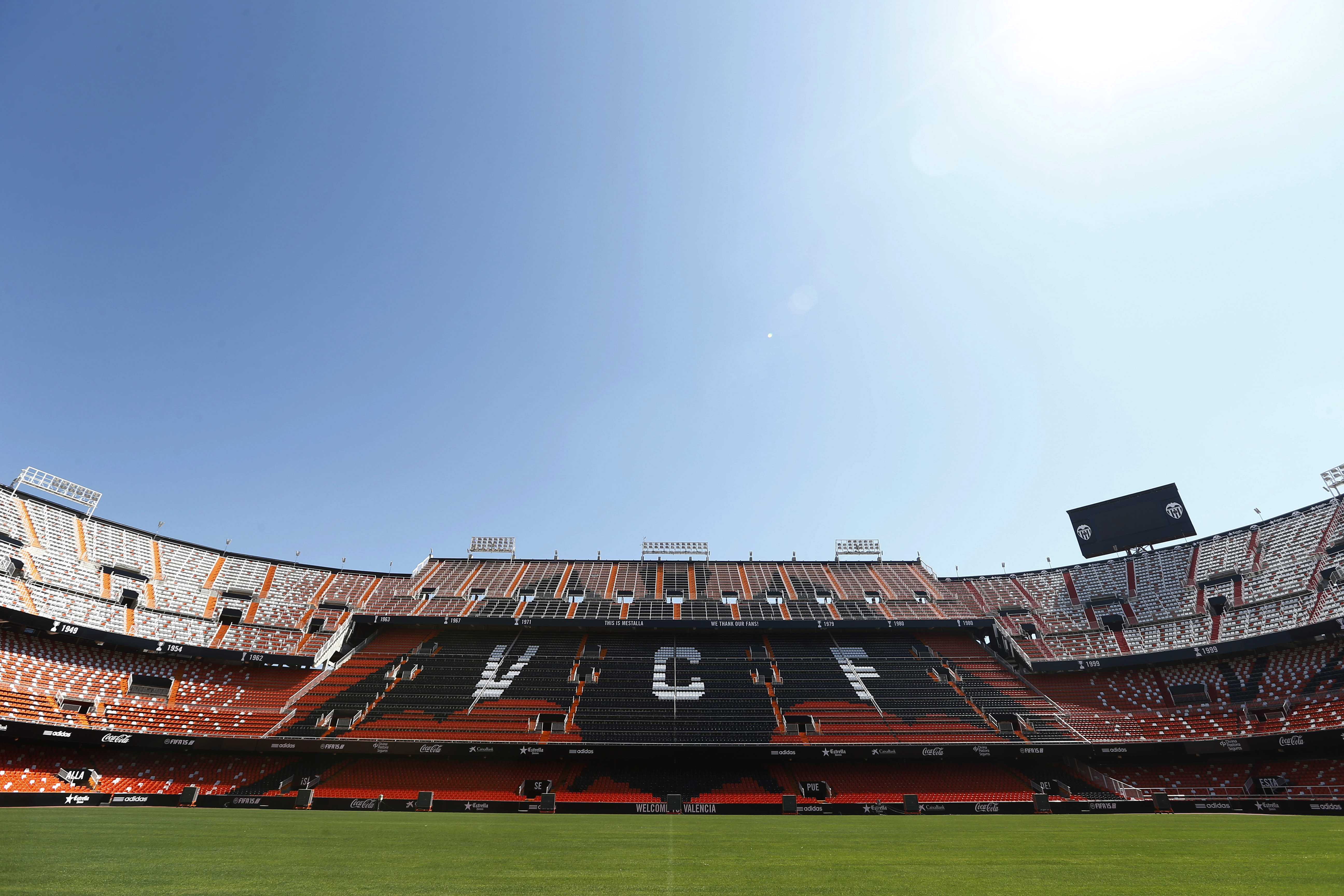
Стадіон «Месталья»

Найбільш популярним видом спорту в місті є футбол. Футбольний клуб «Валенсія» — один з найуспішніших клубів Європи і Ла-Ліги, який ставав чемпіоном Іспанії шість разів. 2004 року клуб не тільки став чемпіоном країни, а й виграв Кубок УЄФА. Клуб належить Петеру Ліму, сінгапурському бізнесменові, який купив клуб 2014 року. Стадіон команди — «Месталья», який може прийняти до 49000 уболівальників.
У місті базується футбольний клуб «Леванте», який також грає в Ла-Лізі. Домашня арена клубу — стадіон «Естадіо Сьютат де Валенсія» (26 354 глядачів).

## Релігія
- Центр Валенсійської архідіоцезії Католицької церкви.

## Особи, пов'язані з містом
- Лоренсо Чафріон (1696, Валенсія — 1749), художник
- Антоніо Хосе Каванільєс (1745—1804), ботанік
- Антоніо Муньйос Дегран (1840—1924), художник
- Сантьяго Калатрава, архітектор
- Хоакін Соролья і Бастіда (1863—1923), художник
- Вісенте Бласко Ібаньєс (1867—1928) — іспанський письменник і політичний діяч.

## Корисна інформація
Офіційними мовами, що використовуються у державних установах, є валенсійська (тобто каталанська) та іспанська.
Міжнародний аеропорт Валенсія (VLC), також відомий як аеропорт Манізес розташований за 8 км на захід у передмісті Манізес. Має повітряні сполучення з 15 європейськими країнами та обслуговує майже 5 мільйонів пасажирів на рік. Приймає також регулярні рейси лоукост-авіакомпаній Ryanair, Wizz Air (у тому числі з аеропорту «Київ» (Жуляни) та Львівського міжнародного аеропорту). Аеропорт з'єднаний з центром міста Валенсія гілкою метро.
Муніципальний транспорт: метро, автобус. Вартість проїзду в автобусі — 1.30 євро, у метро — 2,90 євро.
Режим роботи офіційних та банківських установ міста: з 8 до 14.30 год. Режим роботи закладів торговельної мережі: з 10 до 20 год., перерва з 14 до 17 год.

## Українці у Валенсії
За інформацією Інституту статистики Іспанії, офіційно зареєстровано у Валенсії та її передмістях 3,5 тис. українських громадян. Водночас, за оціночними даними ГКУ, у м. Валенсія та околицях проживає близько 7,5 тис. українців.